# Graulinster
Graulinster (en luxemburguès: Grolënster; en alemany: Gaulinster) és una vila de la comuna de Junglinster, situada al districte de Grevenmacher del cantó de Grevenmacher, una part de la vila està situada en la comuna de Bech, pertanyent al cantó d'Echternach. Està a uns 18 km de distància de la ciutat de Luxemburg.